# Manfred Preiß

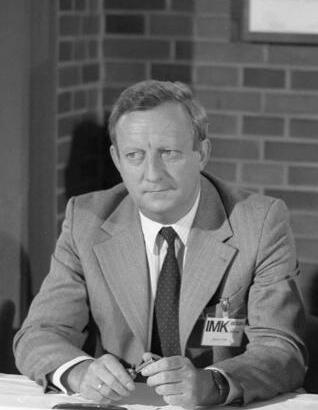
Manfred Preiß (1990)

Manfred Preiß (* 22. Oktober 1939 in Wernigerode) ist ein deutscher Politiker (LDPD, BFD, FDP). Er war 1990 Minister für Regionale und Kommunale Angelegenheiten der DDR im Kabinett von Lothar de Maizière.

## Leben
Preiß, Sohn eines Angestellten, absolvierte von 1954 bis 1957 eine Ausbildung zum Lokomotivschlosser und arbeitete bis 1961 im Beruf. Bis 1964 studierte er an der Ingenieurschule für Maschinenbau und Elektrotechnik in Magdeburg, von 1978 bis 1984 Jura im Fernstudium an der Humboldt-Universität zu Berlin. 1964 trat er der LDPD bei. Von 1970 bis 1979 war er Mitglied des Rates der Stadt Blankenburg (Harz), von 1981 bis 1990 Mitglied des Sekretariats des Bezirksvorstandes Magdeburg der LDPD und Bezirkstagsabgeordneter sowie von 1986 bis 1990 stellvertretender Vorsitzender des Rates des Bezirkes und Leiter der Abteilung  Wohnungspolitik und -wirtschaft.
Von Januar bis März 1990 war er Staatssekretär im Ministerium für örtliche Staatsorgane, danach bis Oktober Minister für Regionale und Kommunale Angelegenheiten.
Preiß ist verheiratet und Vater von zwei Kindern.